# سربداران (آلبوم)
سربداران نام یک آلبوم موسیقی سمفونیک اثر فرهاد فخرالدینی با حضور هنرمندان سرشناسی به نام‌های محمدرضا لطفی، حسین علیزاده، محمد فیروزی، سیمین آقارضی، مجید درخشانی، حمید متبسم، هادی منتظری و بیژن کامکار و اجرای ارکستر سمفونیک تهران می‌باشد که توسط استودیو صبا در زمستان ۱۳۹۲ منتشر شده است. سربداران
موسیقی سربداران براساس مجموعه تلویزیونی سربداران نوشته شده است. این موسیقی بیانگر مقاومت و پایداری مردم خراسان در برابر متجاوزان غارت‌گر و خون‌خوار مغول است. هم‌چنین در این اثر بیژن کامکار علاوه بر نوازندگی، آواز خوانی را نیز بر عهده داشته است.